# Коськовское сельское поселение
Косько́вское се́льское поселе́ние — муниципальное образование в составе Тихвинского района Ленинградской области. Административный центр — деревня Коськово.

## Географическое положение
Общая площадь — 652 км².
Расположено в северо-западной части Тихвинского района
- Граничит:
  - на севере и западе — с Волховским районом
  - на востоке — с Ганьковским сельским поселением
  - на юге — с Горским сельским поселением

По территории поселения проходят автодороги:
- 41К-021 (Паша — Часовенское — Кайвакса)
- 41К-886 (Коськово — Исаково)

Расстояние от административного центра поселения до районного центра — 50 км.
По территории поселения протекают реки Паша, Шижня.

## История
В начале 1920-х годов в составе Прогальской волости Тихвинского уезда Череповецкой губернии был образован Шиженский сельсовет с центром в деревне Исаково.
В августе 1927 года Шиженский сельсовет вошёл в состав вновь образованного Тихвинского района Ленинградской области.
В ноябре 1928 года в состав Шиженского сельсовета вошёл Ладвушский сельсовет.
По состоянию на 1990 год центр Шиженского сельсовета был перенесён в деревню Коськово.
18 января 1994 года постановлением главы администрации Ленинградской области № 10 «Об изменениях административно-территориального устройства районов Ленинградской области» Шиженский сельсовет, также как и все другие сельсоветы области, преобразован в Шиженскую волость.
1 января 2006 года в соответствии с областным законом № 52-оз от 1 сентября 2004 года «Об установлении границ и наделении соответствующим статусом муниципального образования Тихвинский муниципальный район и муниципальных образований в его составе» образовано Коськовское сельское поселение, в которое вошла территория бывшей Шиженской волости.

## Население
| 2006 | 2010 | 2011 | 2012 | 2013 | 2014 | 2015 |
| ---- | ---- | ---- | ---- | ---- | ---- | ---- |
| 800  | ↘678 | ↘676 | ↗684 | ↘676 | ↘665 | ↘652 |
| 2016 | 2017 | 2018 | 2019 | 2020 | 2021 | 2023 |
| ↗681 | ↘667 | ↘661 | ↘635 | ↘622 | ↘619 | ↘612 |
| 2024 | 2025 |      |      |      |      |      |
| ↘601 | ↘592 |      |      |      |      |      |

## Состав сельского поселения
| №  | Населённый пункт | Тип населённого пункта          | Население   |
| -- | ---------------- | ------------------------------- | ----------- |
| 1  | Ваньково         | деревня                         | →1 (2017)   |
| 2  | Вахрушево        | деревня                         | ↗13 (2017)  |
| 3  | Евдокимово       | деревня                         | ↗1 (2017)   |
| 4  | Исаково          | деревня                         | ↗73 (2017)  |
| 5  | Коково           | деревня                         | ↘10 (2017)  |
| 6  | Коськово         | деревня, административный центр | ↘420 (2017) |
| 7  | Красный Порог    | деревня                         | ↗13 (2017)  |
| 8  | Ладвуши          | деревня                         | ↗11 (2017)  |
| 9  | Леоново          | деревня                         | ↗1 (2017)   |
| 10 | Медвежий Двор    | деревня                         | ↗8 (2017)   |
| 11 | Новинка          | деревня                         | ↗20 (2017)  |
| 12 | Песчанка         | деревня                         | ↗11 (2017)  |
| 13 | Ратилово         | деревня                         | ↘6 (2017)   |
| 14 | Саньково         | деревня                         | ↘34 (2017)  |
| 15 | Сашково          | деревня                         | ↗7 (2017)   |
| 16 | Серёдка          | деревня                         | ↘1 (2017)   |
| 17 | Снопово          | деревня                         | ↗13 (2017)  |
| 18 | Сукса            | деревня                         | ↗16 (2017)  |
| 19 | Тумово           | деревня                         | ↗7 (2017)   |
| 20 | Ульянино         | деревня                         | ↘10 (2017)  |
| 21 | Харитоновщина    | деревня                         | ↘18 (2017)  |

Все населённые пункты расположены на берегах рек Паша и Шижня.

## Местное самоуправление
С 1 января 2006 года главой поселения являлась Жукова Любовь Владимировна, главой администрации — Захарихина Людмила Михайловна. С 25 сентября 2014 года главой поселения являлся Тиханов Юрий Александрович, главой администрации — Степанов Михаил Александрович.